# بوغيات سوداء
بوغيات سوداء (الاسم العلمي: Melanosporales)، رتبة فطريات من طائفة المسترجسانية